# Ratpenat de cua de beina egipci
El ratpenat de cua de beina egipci (Taphozous perforatus) és una espècie de ratpenat de la família dels embal·lonúrids que es troba a Benín, Botswana, Burkina Faso, República Democràtica del Congo, Djibouti, Egipte, Etiòpia, Gàmbia, Ghana, Guinea Bissau, l'Índia, l'Iran, Kenya, Mali, Mauritània, el Níger, Nigèria, el Pakistan, Aràbia Saudita, Senegal, Somàlia, el Sudan, Tanzània, Uganda i Zimbàbue.
El seu hàbitat natural és la sabana.